# Itonoa
Itonoa, monotipski rod crvenih algi iz porodice Nemastomataceae. Jedina je vrsta I. marginifera, morska alga iz Atlantskog oceana (Maroko, Azori, Kanarski otoci, Irska, Španjolska).

## Sinonimi
- Nemastoma marginiferum J.Agardh 1851
- Platoma marginiferum (J.Agardh) Batters 1902